# Achilles (tankjager)
De 17 pdr Self Propelled Achilles (17pdr SP Achilles) was de Britse variant van de Amerikaanse M10-tankjager, uitgerust met een Brits Ordnance QF 17-pounder-antitankwapen in plaats van een M7 3 inchkanon (76,2 mm). De Achilles was met 1100 aangepaste M10's het op een na meest gebruikte mobiele antitankkanon met een 17 ponder, na de Sherman Firefly.
"Achilles" was de officiële naam voor zowel de variant met het M7 3 inchkanon als voor die met de 17 ponder, maar werd tijdens de Tweede Wereldoorlog weinig gebruikt. Het voertuig werd 17pdr M10 of 17pdr SP M10 - en soms ook "Firefly" - genoemd. Later werd de naam vrijwel uitsluitend gebruikt voor de variant met de 17 ponder.

## Gebruik
De Amerikanen gebruikten de M10 als tankjager toen duidelijk werd dat de Duitsers niet meer aanvielen en in de verdediging waren gedwongen. Ze gebruikten een 6 ponder die de Panzer IV en Sturmgeschütz met AP kon uitschakelen. Maar dit was niet geval met de Tiger- en Panthertanks.
De Britse "Achilles" met de 17 ponder was wel in staat om de Tigers en Panthers uit te schakelen.

## Mogelijkheden
De 17 ponder kon ongeveer 140 mm penetreren op 500 m en 131 mm op 1000 m met APCBC. Via APDS-munitie kunnen ze 209 mm vanaf 500 m en 192 mm vanaf 1000 m penetreren, APDS heeft alleen een slechte nauwkeurigheid. De 17 ponder had wel een contragewicht nodig achter de mondingsrem.
Een verschil met de M10 was het zwaardere pantser. Er waren 17 mm dikke pantserplaten toegevoegd en de koepel werd beschermd door 20 mm dikke pantserplaten.